# スモール・タウン・トーク
スモール・タウン・トーク (Small Town Talk)は、ルイジアナ州出身のシンガーソングライター、ボビー・チャールズとザ・バンドのリック・ダンコが作詞・作曲した楽曲。1972年リリースのチャールズのファースト・アルバム『ボビー・チャールズ』に収録され、同年シングル・カットもされた。

## 概要
1970年、麻薬使用の罪で住んでいたナッシュヴィルを追われたチャールズは、警察の手を逃れるようにニューヨーク州ウッドストックに行きつく。そこでザ・バンドのメンバーを始めとするミュージシャンたちと出会い、彼らとアルバム『ボビー・チャールズ』をレコーディングした。
この曲は、アルバムにも参加したリック・ダンコと共作した楽曲の一つである。気だるいテンポで緩いアレンジの楽曲ながら、チャールズの気取らない個性を体現した印象的な作品となっている。
巷の噂話から距離を置いて眺めているような淡々とした歌詞である。
それはただの小さな町の噂話

人というのはそんなもんだろう

彼らは他人がやることをやっているのを

見るにたえない

それはただの小さな町の噂話

気にする必要なない

人が言うことなんて全くあてにならない

いつものことだよ

## カバー・バージョン
チャールズがレコーディングした翌年にはポール・バターフィールドが『 ポール・バターフィールズ・ベター・デイズ』のアルバムで取り上げている。この作品は、エイモス・ギャレットらチャールズのファースト・アルバムに参加したミュージシャンが参加し、他にもチャールズは「Done A Lot Of Wrong Things」を提供している。
共作者のリック・ダンコは、1977年のソロ・アルバム『Rick Danko』でこの曲を取り上げている。
主なカバー・バージョン
| 年     | アーティスト名                          | 収録アルバム                       |
| ------ | --------------------------------------- | ---------------------------------- |
| 1973年 | ポール・バターフィールド                | 『Paul Butterfield’s Better Days』 |
| 1974年 | ジャッキー・デシャノン                  | 『Your Baby Is A Lady』            |
| 1975年 | イヴォンヌ・エリマン                    | 『Rising Sun』                     |
| 1977年 | リック・ダンコ                          | 『Rick Danko』                     |
| 1979年 | ジェフ・マルダー & エイモス・ギャレット | 『Live In Japan』                  |
| 2015年 | ボズ・スキャッグス                      | 『A Fool To Care』                 |